# Florbal Vary
Florbal Vary (dříve FB Hurrican Karlovy Vary) je florbalový klub z Karlových Varů. Klub byl založen v roce 1997.

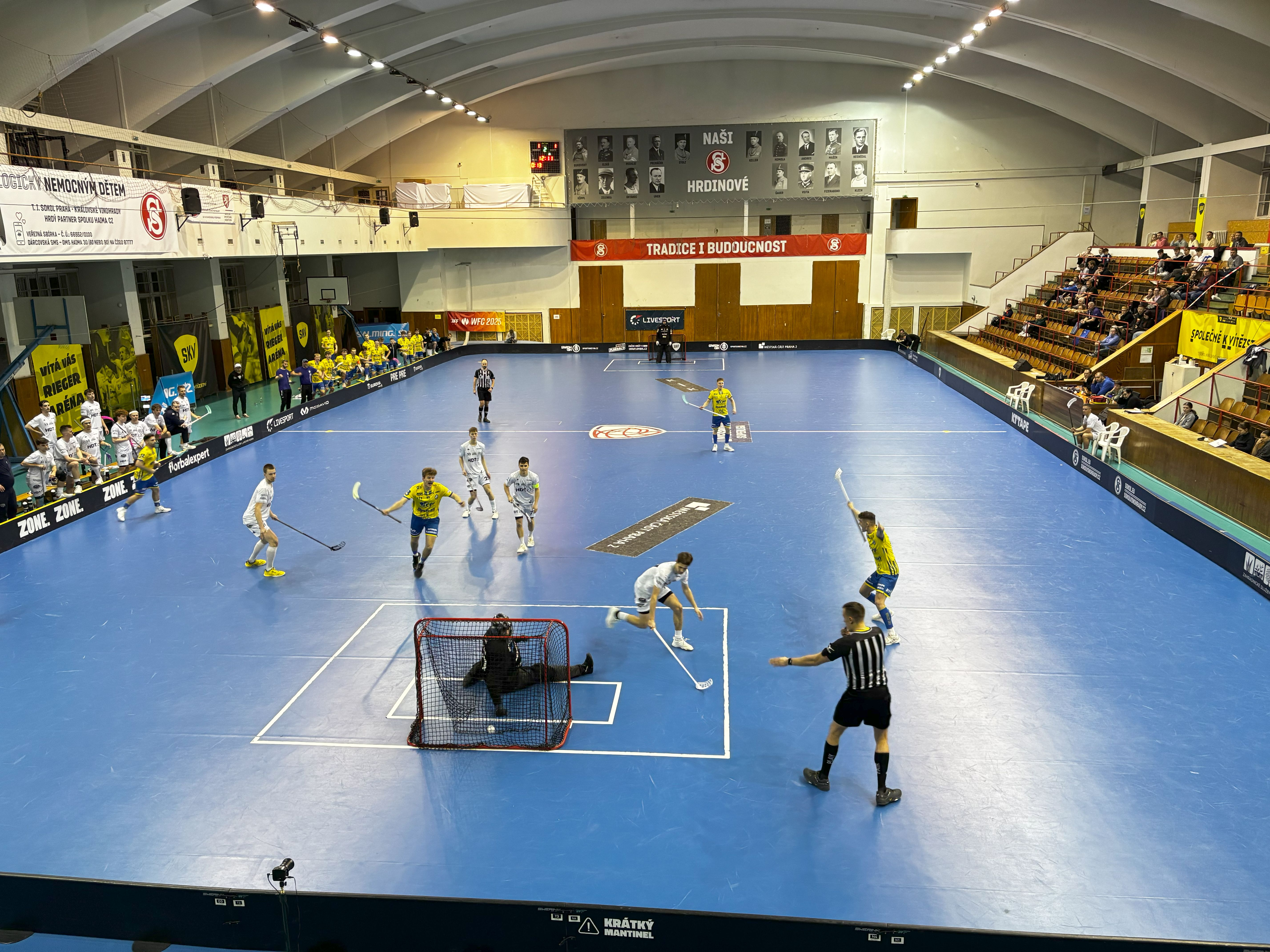
Mužský tým (v bílém) v zápase o udržení v sezóně 2024/2025

Mužský tým hraje od sezóny 2022/2023 Superligu florbalu, po prvním postupu do nejvyšší soutěže v předchozí sezóně 1. ligy.
Ve všech třech dosavadních superligových sezónách tým bojoval o setrvání v soutěži, kterou neudržel prohrou v baráži v roce 2025. Následně převzal licenci a většinu hráčů od FbŠ Bohemians a v soutěži bude dál pokračovat ve společném projektu pod názvem HDT.cz Florbal Vary Bohemians.

## Mužský tým

### Sezóny

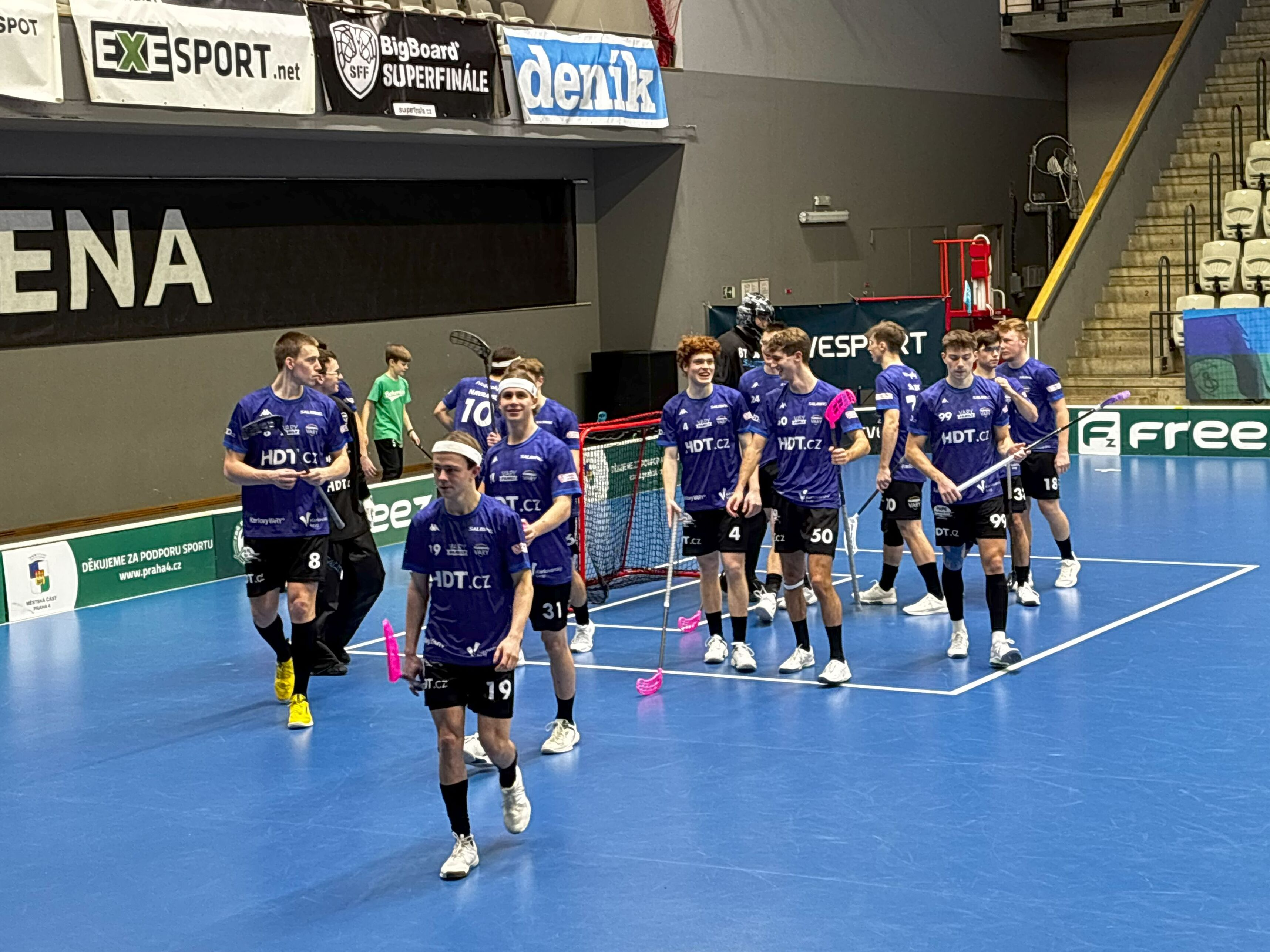
Mužský tým v sezóně 2024/2025

| Sezóna    | Úroveň | Soutěž              | Umístění | Poznámka                                                                                                  |
| --------- | ------ | ------------------- | -------- | --- |
| 2013/2014 | 3      | 2. liga             |          | Postup ze třetího místa Divize I do nově vzniklé Národní ligy                                             |
| 2014/2015 | 3      | Národní liga        |          | Výhra v 1. kole play-down proti FBC DDM Kati Kadaň                                                        |
| 2015/2016 | 3      | Národní liga        |          | Vítězství ve finále skupiny Západ proti T.B.C. Králův Dvůr – Postup do vyšší ligy                         |
| 2016/2017 | 2      | 1. liga             | 11.      | Výhra v play-down proti 1. FBK Rožnov p/R                                                                 |
| 2017/2018 | 2      | 1. liga             | 5.       | Vypadnutí ve čtvrtfinále play-off proti TJ Sokol Královské Vinohrady                                      |
| 2018/2019 | 2      | 1. liga             | 3.       | Vypadnutí v semifinále play-off proti Black Angels                                                        |
| 2019/2020 | 2      | 1. liga             | 1.       | Sezóna ukončena po dvou vyhraných zápasech ve čtvrtfinále play-off proti FAT PIPE Start98 Praha-Kunratice |
| 2020/2021 | 2      | 1. liga             | 1.       | Sezóna ukončena po neúplných sedmi odehraných kolech základní části                                       |
| 2021/2022 | 2      | 1. liga             | 1.       | Vítězství ve finále play-off proti Bulldogs Brno – Postup do vyšší ligy                                   |
| 2022/2023 | 1      | Livesport Superliga | 12.      | Výhra v baráži proti Kanonýři Kladno                                                                      |
| 2023/2024 | 1      | Livesport Superliga | 11.      | Výhra v 1. kole play-down proti Butchis                                                                   |
| 2024/2025 | 1      | Livesport Superliga | 13.      | Prohra v baráži proti Florbal Ústí – Klub převzal licenci od FbŠ Bohemians                                |

### Známí trenéři
- Michal Jedlička (od 2025)

### Známí hráči
- Filip Forman (od 2025)
- Michal Strachota (2018–2020, od 2021)